# Три (река)
Три (англ. Tree River, также Коглуктуалук, англ. Kogluktualuk) — река в провинции Нунавут, Канада. Берёт начало в водах озера Кигликавик (англ. Kiglikavik Lake), впадает в залив Коронейшен.
Длина реки — 160 км, площадь водосборного бассейна — 5810 км².
В районе этой реки встречаются водно-ледниковые формы рельефа в виде приледниковых дельт и камовых террас.
В водах реки Три обитает арктический голец.
Из поколения в поколение в окрестностях этой реки проживали племена так называемых «Медных инуитов» (англ. Copper Inuits), в частности, племя Коглуктуалугмиут (также называемое Уткусиксалигмиут, англ. Kogluktualugmiut, Utkusiksaligmiut), обитавшее на её берегах; племя Пингангнактогмиут (англ. Pingangnaktogmiut), представители которого селились на западе от реки, и племя Нагиуктогмиут (также известное как Киллинермиут, англ. Nagyuktogmiut, Killinermiut), которое жило на востоке по отношению к ней.